# Zahrádky (district de Česká Lípa)
Pour les articles homonymes, voir Zahrádky.
Zahrádky  (en allemand : Neugarten) est une commune du district de Česká Lípa, dans la région de Liberec, en République tchèque. Sa population s'élevait à 705 habitantsen 2025.

## Géographie
Zahrádky se trouve à 6 km au sud-sud-ouest de Česká Lípa, à 41 km au sud-ouest de Liberec et à 63 km au nord de Prague.
La commune est limitée par Kvítkov et Sosnová au nord, par Provodín à l'est, par Jestřebí à l'est et au sud, et par Holany à l'ouest.

## Histoire
La première mention écrite du village date de 1376.

## Administration
La commune se compose de trois sections :
- Borek
- Šváby
- Zahrádky

## Galerie

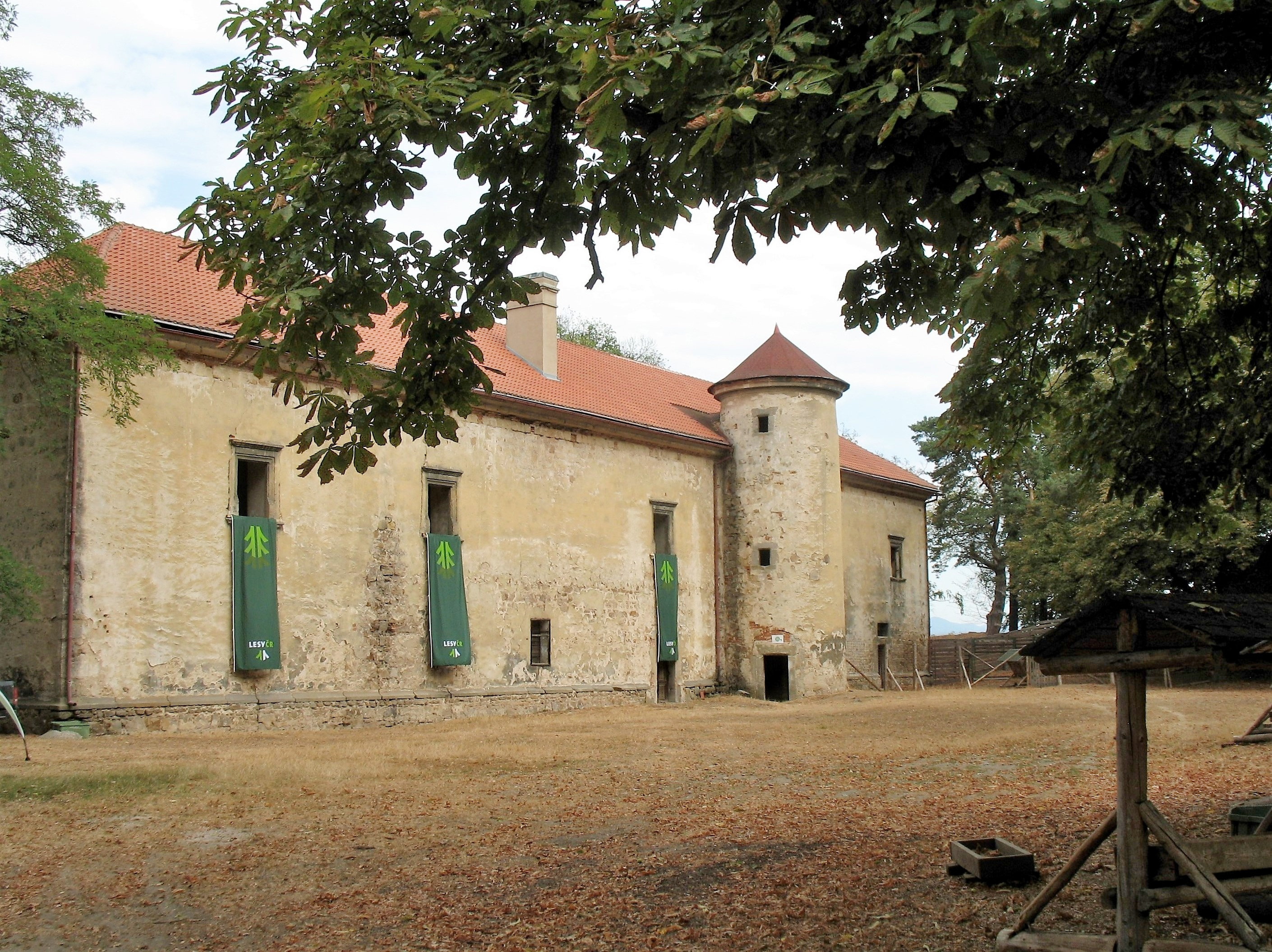
Château de Vřísek.
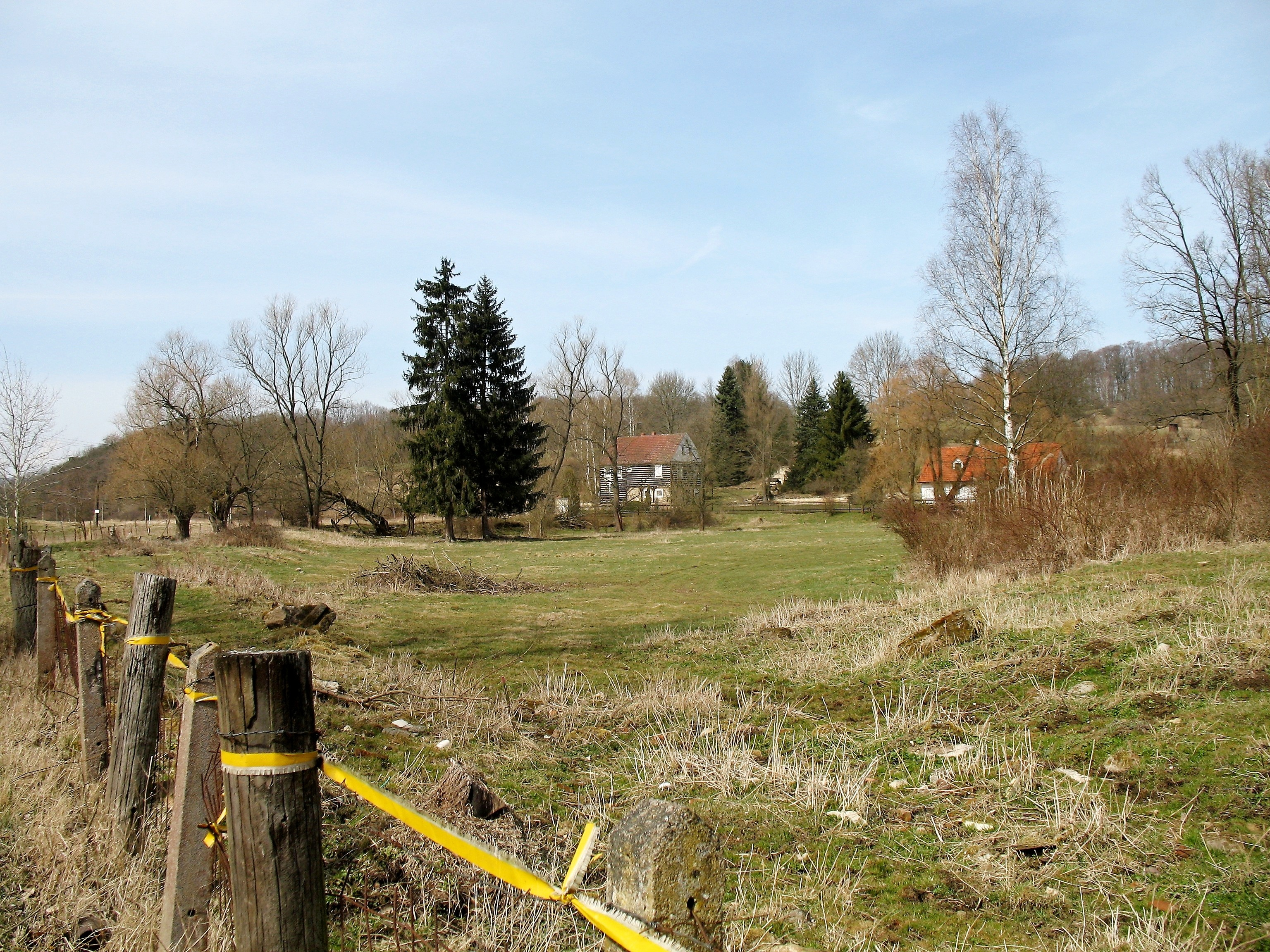
Paysage à Šváby.

## Transports
Par la route, Zahrádky se trouve à 7 km de Česká Lípa, à 54 km de Liberec et à 82 km de Prague.